# J Puppis
J Puppis (J Pup / HD 64760 / HR 3090) es una estrella de magnitud aparente +4,23 encuadrada dentro de la constelación de Puppis.
La medida de la paralaje realizada por el satélite Hipparcos —que lleva inherente un considerable grado de error— sitúa a J Puppis a una distancia de 1940 años luz del sistema solar.
J Puppis es una supergigante azul de tipo espectral B0.5Ib con una elevada temperatura efectiva de 28.000 ± 2000 K. 
Como corresponde a su clase, es una estrella enormemente luminosa, ya que radia 300.000 veces más energía que el Sol.
También tiene un tamaño considerable; su radio es 23,3 veces más grande que el del Sol y gira sobre sí misma con una elevada velocidad de rotación proyectada de 265 km/s.
Es una estrella muy masiva, siendo su masa aproximadamente 24 veces mayor que la masa solar, por lo que finalizará su corta vida explotando en forma de supernova.
Al igual que otras estrellas análogas, pierde masa estelar, a un ritmo de 1,1 × 10-6 masas solares por año.
En su superficie se encuentra material procesado en el ciclo CNO, lo que se manifiesta en una relación nitrógeno/carbono 6 veces superior a la del Sol.
Esta estrella no debe ser confundida con 11 Puppis, también conocida como j Puppis.